# استان لوس ریوس
استان لوس ریوس (به اسپانیایی: Los Ríos Province) یک استان در اکوادور است که در اکوادور واقع شده‌است.

## خصوصیات
استان لوس ریوس ۷٬۲۰۵٫۲۷ کیلومترمربع مساحت و ۷۷۸٬۱۱۵ نفر جمعیت دارد.